# Finlands riksvapen

Finlands riksvapen.

Finlands riksvapen består av en röd sköld med ett lejon av guld som håller i ett svärd och trampar på en kroksabel. Runt lejonet finns nio stycken rosor av silver. Vapnet blasoneras på följande sätt enligt lag (381/78) om Finlands vapen:
| ” | I rött fält ett krönt lejon som trampar på en sabel och vars högra arm ersatts med en harneskklädd ram svingande ett svärd; lejonet, dess krona och beväring, armharneskets ledplåt och vapnens fästen av guld, vapnens klingor och harnesket av silver; fältet bestrött med nio rosor av silver | „ |

Den tolkning av vapnet som Finland idag använder ritades 1978 av Olof Eriksson.

## Historia och symbolik
Vapnet är känt sedan 1580-talet. Kroksabeln som trampas ned av lejonet symboliserar  Ryssland eller Republiken Novgorod – det vill säga hotet österifrån, medan det raka svärdet som lejonet svingar står för Västerlandet.[källa behövs] De nio rosorna har tolkats som symboler för de nio historiska landskap som finns i nuvarande Finland, fast det finns inget historiskt belägg för att detta skulle vara ursprunget till antalet rosor; det att Lappland inte räknades till Finland före 1809 tyder snarare på att rosorna endast är ett dekorativt element, och antalet rosor har dessutom varierat.

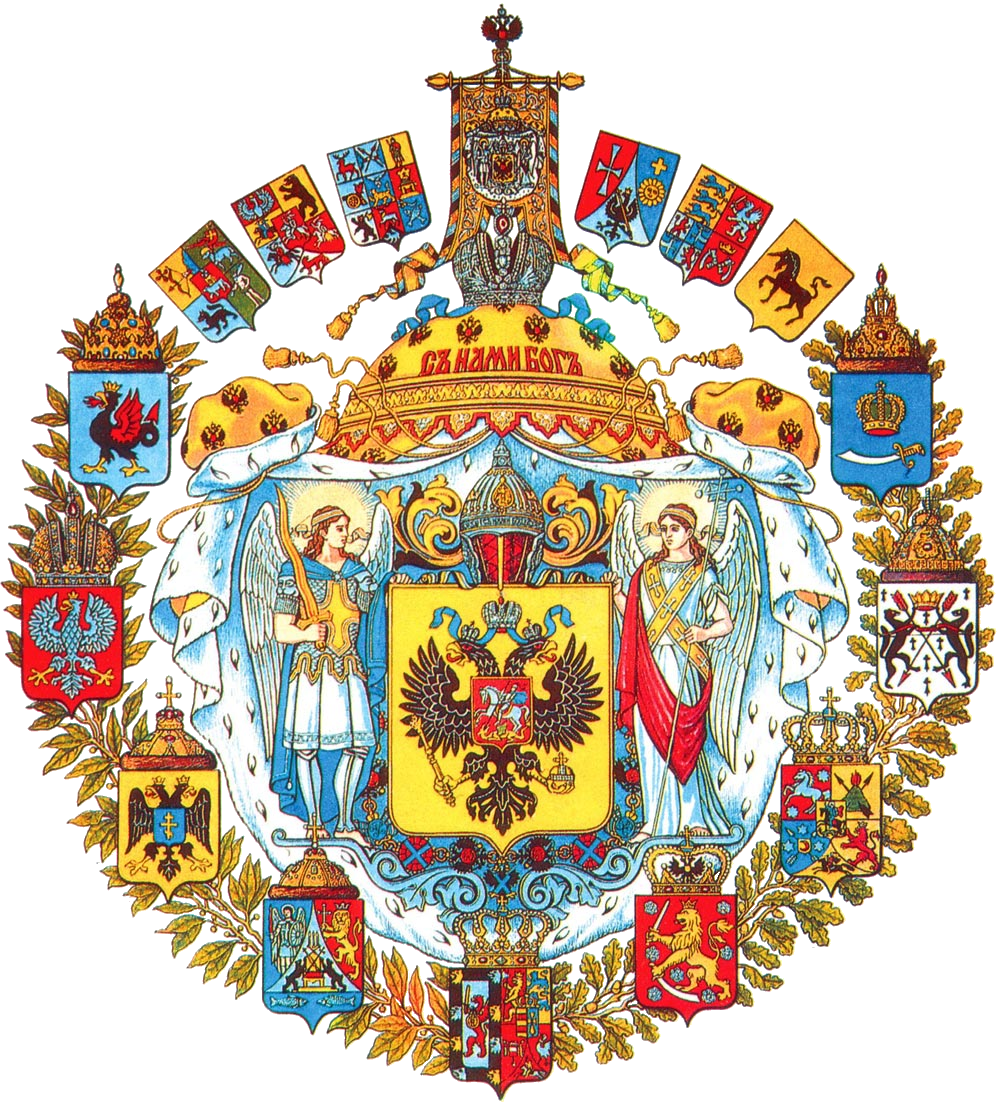
Rysslands stora riksvapen åren 1882-1917. Det finländska vapnet syns till höger om det nedersta.

Ett aldrig antaget kommittéförslag till ett stort riksvapen (1936).

En första version av Finlands vapen finns avbildat på Gustav Vasas gravmonument i Uppsala domkyrka. Detta är från 1583 och kan vara den äldsta avbild av Finlands vapen som existerar idag.
Under storfurstendömetiden (1809–1917) var skölden krönt med en storfurstekrona. Eftersom Finland var knutet till det ryska riket och den ryske kejsaren var storfurste av Finland, ingick Finlands vapen under denna tid även i det ryska riksvapnet.

## Användning
Den som utformar och marknadsför vapnet på ett felaktigt sätt kan göra sig skyldig till saluföring av lagstridigt Finlands vapen, för vilket man kan dömas till böter.
Statsrådets beslut om ämbetsverkens sigill (185/85) stadgar att vissa statsorgan har rätt att använda vapnet. Dessa organ är statsrådet, ministerierna, högsta domstolarna, försvarsmakten, Finlands Bank och Helsingfors universitet. Övriga ämbetsverk och inrättningar skall använda de särskilda emblem som har fastställts för dem.
Om användning av Finlands vapen har föreskrivits endast när det gäller sigill samt i de regler som gäller för Finlands statsflagga. Det finns alltså inga egentliga bestämmelser om hur vapnet får användas generellt. En sigillarbetsgrupp som har tillsatts av statsrådet har gett ut en promemoria om revidering av statsrådets beslut.